# Austrolycus
Austrolycus es un género de peces de la familia Zoarcidae en el orden de los Perciformes.

## Especies
- Austrolycus depressiceps   Regan, 1913
- Austrolycus laticinctus   Berg, 1895[1]